# Teriakovce
Teriakovce és un poble i municipi d'Eslovàquia. Es troba a la regió de Prešov, al nord del país.

## Història
La primera referència escrita de la vila data del 1385.

## Demografia
| Godina             | 1994 | 2004   | 2014    | 2024    |
| ------------------ | ---- | ------ | ------- | ------- |
| Nombre de persones | 387  | 392    | 651     | 1241    |
| Diferència         |      | +1,29% | +66,07% | +90,62% |

| Godina             | 2023 | 2024   |
| ------------------ | ---- | ------ |
| Nombre de persones | 1204 | 1241   |
| Diferència         |      | +3,07% |